# Sutra ujutru
Pour plus de détails, voir Fiche technique et Distribution.
Sutra ujutru (en serbe cyrillique : Сутра ујутру, ou Demain matin) est un film dramatique serbe, écrit et réalisé par Oleg Novković en 2006. Le scénario du film est dû à Milena Marković, la compagne du réalisateur.

## Synopsis
Après douze ans passés à l'étranger, Nele, le personnage principal, revient dans sa ville natale, où il retrouve son ancien amour, ses amis et ses parents. Ils passent quatre jours ensemble. Il s'agit de rattraper le temps perdu.

## Fiche technique
- Musique : Miroslav Mitrašinović
- Production : Lazar Ristovski
- Société de distribution : Zillion Film
- Langue : serbe

## Récompenses
En 2006, Oleg Novković a remporté le prix Fipresci et le Grand prix du festival du film de Cottbus pour Sutra ujutru, ainsi que la mention spéciale du Festival international du film de Karlovy Vary.